# Абдалла, Кассим
Кассим Абдалла Мфойхая (фр. Kassim Abdallah Mfoihaia; род. 9 апреля 1987, Марсель) — коморский футболист, защитник.

## Карьера
Кассим Абдалла родился в Марселе в семье коморцев. Он начал карьеру в молодёжном составе клуба «Бюссерин», а затем перешёл в «Феликс Пиа», где играл сначала за молодёжь, а затем за команду в региональной лиге. В 2007 году защитник стал игроком клуба любительского чемпионата «Мариньян». В 2009 году Кассим перешёл в клуб «Седан», с которым подписал свой первый профессиональный контракт. 16 октября 2009 года Абдалла дебютировал в основном составе в матче с «Туром». 23 марта 2012 года защитник забил свой первый гол в карьере, поразив ворота «Амьена». В «Седане» игрок выступал 4 сезона, в которых клуб оставался в Лиге 2. 31 августа 2012 года Абдалла перешёл в клуб «Олимпик Марсель» за 1,5 млн евро, подписав контракт на 4 года. В этом клуба футболист планировался на замену ушедшего Сесара Аспиликуэты. 2 сентября футболист дебютировал в составе команды в матче с «Ренном». 12 февраля 2013 года Кассим был удалён с поля в матче с «Эвианом».
28 января 2014 года Абдалла, который был недоволен количеством игрового времени, был обменян на игрока клуба «Эвиан», Бриса Джа Джедже. 1 февраля он дебютировал в составе команды в матче с «Аяччо». По итогам сезона клуб вылетел в Лигу 2. А уже в следующем сезоне «Эвиан» занял 18 место и вылетел в Национальный чемпионат. Но чуть позже клуб объявил себя банкротом и был отправлен в четвёртый дивизион. Абдалла, в качестве свободного агента, перешёл в «Аяччо».